# Fuchsmühle (Heidenheim)
Fuchsmühle ist ein Gemeindeteil des Marktes Heidenheim im Landkreis Weißenburg-Gunzenhausen (Mittelfranken, Bayern). Fuchsmühle liegt in der Gemarkung Degersheim.

## Geographische Lage
Die Einöde liegt in der Fränkischen Alb an der Staatsstraße 2118 zwischen Rohrach im Norden und dem Treuchtlinger Gemeindeteil Windischhausen im Süden im Tal der Östlichen Rohrach.

## Geschichte
Die Fuchsmühle gehört seit alters her zusammen mit dem benachbarten Rohrach zu Degersheim. Auf dem Schloßberg, einem steilen Felsvorsprung 300 Meter nördlich der Fuchsmühle, sind eine Abschnittsbefestigung und ein Burgstall erwähnt, wo wahrscheinlich der Ortsadel von Rohrach seine Burg hatte. Im Dreißigjährigen Krieg wurde der Fuchsmüller Caspar Lüdel am 25. Mai 1632 von kaiserlichen Truppen in seiner Mühle getötet „und ohne Gesang und Predigt beerdigt.“ Die Fuchsmühle gehörte mit Rohrach und Degersheim hochgerichtlich bis zur Säkularisation zum Ansbachischen Oberamt Hohentrüdingen und abgabenmäßig zum Verwalteramt Heidenheim.
1828 wohnte in der seit 1806 zu Bayern gehörenden Fuchsmühle eine Familie mit zehn Personen. Im Landgericht Heidenheim bildete Degersheim mit Rohrach und der Fuchsmühle einen Steuerdistrikt, aus dem 1810 die Ruralgemeinde Degersheim erwuchs. 1846 zählte man 1 Haus, 1 Familie und 6 „Seelen“.
Die Gemeinde Degersheim wurde am 1. Juli 1972 nach Heidenheim eingemeindet und kam damit in den vergrößerten neuen Landkreis Weißenburg in Bayern, der am 1. Mai 1973 den Namen Landkreis Weißenburg-Gunzenhausen erhielt. Heute ist die Fuchsmühle Standort eines holzverarbeitenden Betriebs.